# Stethorrhagus peckorum
Stethorrhagus peckorum är en spindelart som beskrevs av Alexandre B. Bonaldo och Antonio D. Brescovit 1994. Stethorrhagus peckorum ingår i släktet Stethorrhagus och familjen flinkspindlar.
Artens utbredningsområde är Venezuela. Inga underarter finns listade i Catalogue of Life.